# 札幌市
43°4′N 141°21′E / 43.067°N 141.350°E
札幌市（日语：／ Sapporo shi */?）是位於日本北海道道央地區的都市，為北海道首府以及石狩振興局本部所在地，也是政令指定都市之一。當地擁有超過190萬人口，是北海道最大的都市和日本人口第五大都市，集中了北海道35%的人口，札幌都市圈更集中了北海道約半數的人口。雖然札幌市的地理位置位於北海道西部，但卻是北海道鐵路、高速公路、航空路線的放射點，因此在交通上也是北海道的中心。
札幌市的歷史開始於1869年，日本設立開拓使時在此設置札幌本府。札幌的建設計劃由時任開拓判官島義勇提出，他參考京都規劃了棋盤狀城市，以創成橋東側為基點，將創成川作為南北軸，渡島通（現南1條通）作為東西軸。而大通公園則是現在札幌市的東西主幹線。1972年，札幌市舉辦亞洲首次的冬季奧運會，此後也舉辦了多種國際體育賽事。札幌市也是日本著名的觀光都市，並且在日本的魅力城市排行榜中亦排名前列。2013年，札幌市加入了聯合國教科文組織全球創意城市網絡中的媒體藝術城市，是世界第二個和亞洲首個加盟城市。
札幌市的市徽外觀是一個六角形，代表冰晶（雪花）的形狀，是北海道的象徵。在六角型內側的圓形其實是漢字「札」字的變體，而整個圓形又可視為是日文片假名「ロ」字的變形，是札幌的日語片假名寫法「サッポロ」中的一部分。市徽中央的五芒星代表北極星，是北方的象徵。並且五芒星的形狀又與日文片假名字母「ホ」近似，是日語中「北方」或「北海道」的拼音字首。

## 市名由來
如同大部分北海道地區的地名由來，「札幌」這一地名也是起源於北海道原住民阿伊努族的語言阿伊努語。關於札幌的名稱起源有多種說法，可能來自於阿伊努語詞句「sat-poro」（經常乾燥/乾燥而廣闊）、「sat-poro-pet」（乾渴的大河）、「sar-poro-pet」（有大片蘆葦叢的河流）或「sat-cep-poro」（很多晾乾的鮭魚）等。

## 歷史

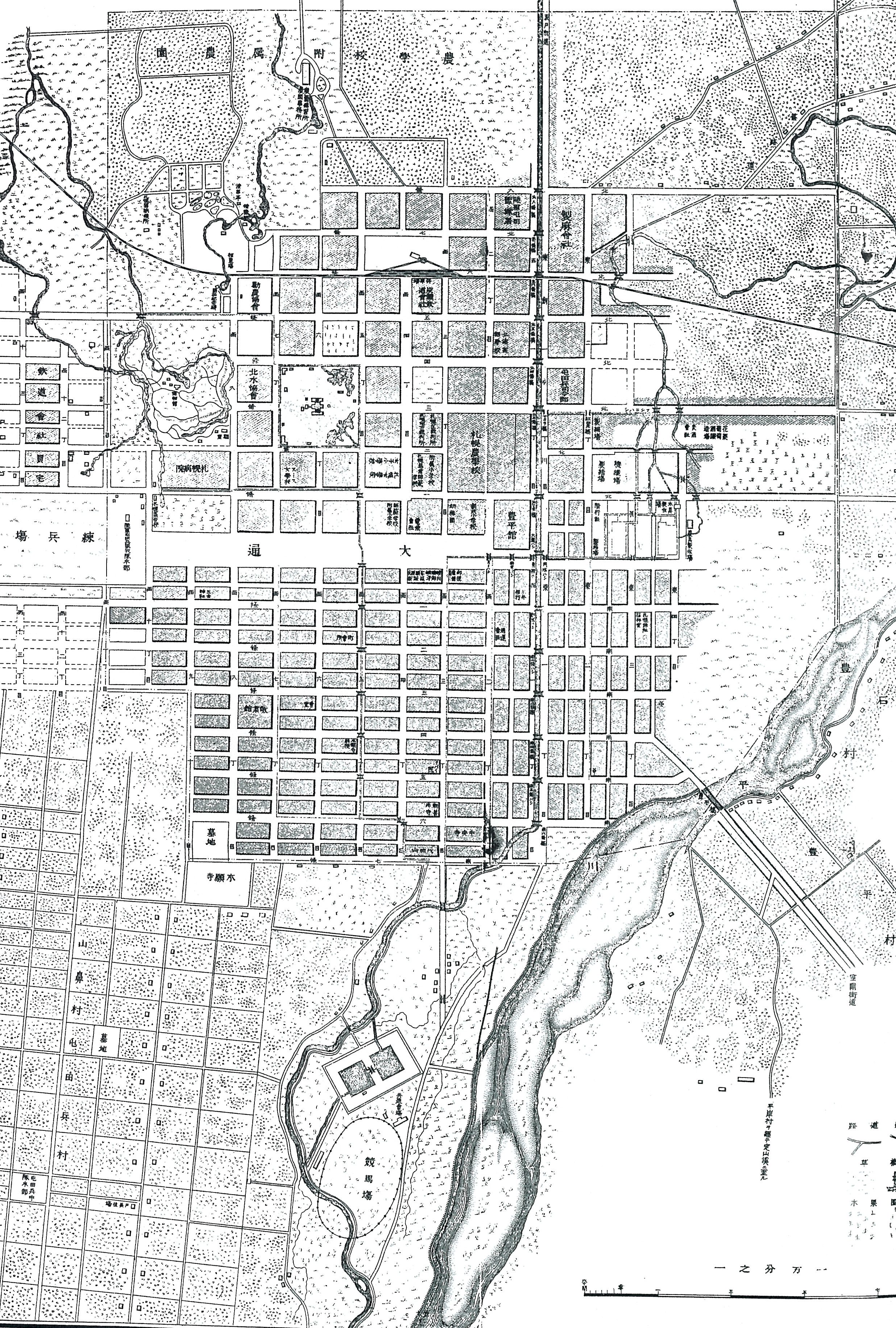
1891年時的札幌市中心地圖

札幌市自約八千年前的繩文時代就已有人類居住。在17世紀後期的津輕藩的文獻中就已有關於札幌的記載。18世紀初松前藩製作的地圖中已記載有札幌。18世紀後期，松前藩設立的石狩十三場所（和人與愛努人進行貿易的據點）中有部分位於現札幌市內。
札幌得到大規模開發則是在19世紀中期之後。1857年時，江戶幕府開始派民眾開拓札幌地區，是和人大規模移民札幌之始。1869年日本政府創建開拓使之後在札幌設立札幌本府。由於札幌地處石狩平原，可供開拓的土地廣闊，且地理位置勝過位於北海道南端的函館，因此在北海道開拓中的地位迅速提高:1。日本政府於1871年在札幌興建開拓使本廳舍，象徵札幌成為北海道開拓的中心。1870年代是北海道開拓的黎明期，政府在這一時期開通了札幌至函館之間的公路，創建札幌農學校（現北海道大學的前身），並通過屯田兵制度擴大移民規模。1880年，手宮至札幌的鐵路通車，這也是北海道的首條鐵路。1882年，日本政府廢除開拓使，改設函館縣、札幌縣、根室縣。這一體制只持續四年後就被北海道廳（舊制）取代，而札幌成為北海道廳的所在地。1899年，札幌、函館、小樽設區，相當於現在的市。

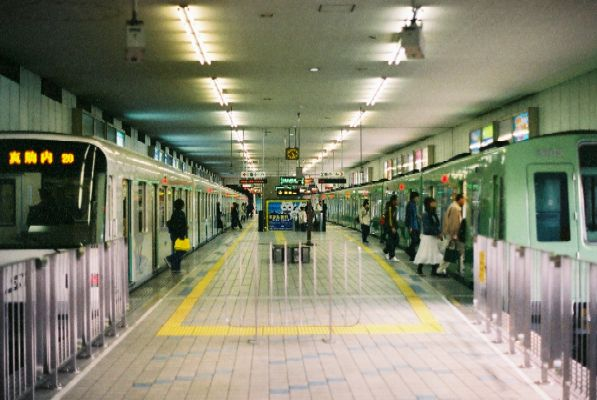
札幌市營地下鐵南北線

1918年，札幌舉辦了開道50年紀念北海道博覽會並開通了路面電車。同年北海道大學亦正式設立。1922年，札幌正式設市，但人口在當時少於函館市及小樽市，是北海道第三大市:235。然而札幌在1920年代後迅速發展，在1940年時的人口已經幾乎比1920年翻倍，成為北海道人口最多的城市:235。在第二次世界大戰期間，札幌的丘珠、白石、苗穗等地亦遭到了美軍空襲。
札幌市於戰後在1947年依據新制定的《地方自治法》進行了首次市長普選，並在1950年舉辦了首次札幌雪祭。戰後的札幌市在1950年代經歷了多次市町村合併，轄區範圍明顯擴大。在1947年，依據《地方自治法》成立的北海道廳（新制）設立於札幌市，也巩固了札幌市做為北海道首府的地位。1964年，包括札幌市在內的道央地區被指定為新興產業都市，也促進了札幌的工業發展。進入1970年代後，札幌市的人口突破了百萬大關，並在1972年舉辦了冬季奧運會。冬奧會對於札幌的都市發展有很正面的影響。札幌市為此不僅興建了眾多體育設施，還在市中心興建了地下街並且成為日本第四個開通地下鐵的城市:8。冬奧會之後，札幌市在1976年制定了新札幌市長期綜合計劃，繼續興建地下鐵並實施鐵路高架化等工程。1980年代初期，札幌市人口突破150萬大關，並超過京都市成為日本人口第五多城市。1990年代，札幌市舉辦了亞洲冬季運動會和冬季世界大學生運動會等大型體育賽事，且地下鐵建設亦取得進展，都市規模繼續擴大。然而都市的發展亦帶來交通堵塞等問題的發生。1990年代後，北海道總人口中札幌市的比例已經超過三成，顯示北海道內札幌市的中心地位日益提高:8。

## 地理

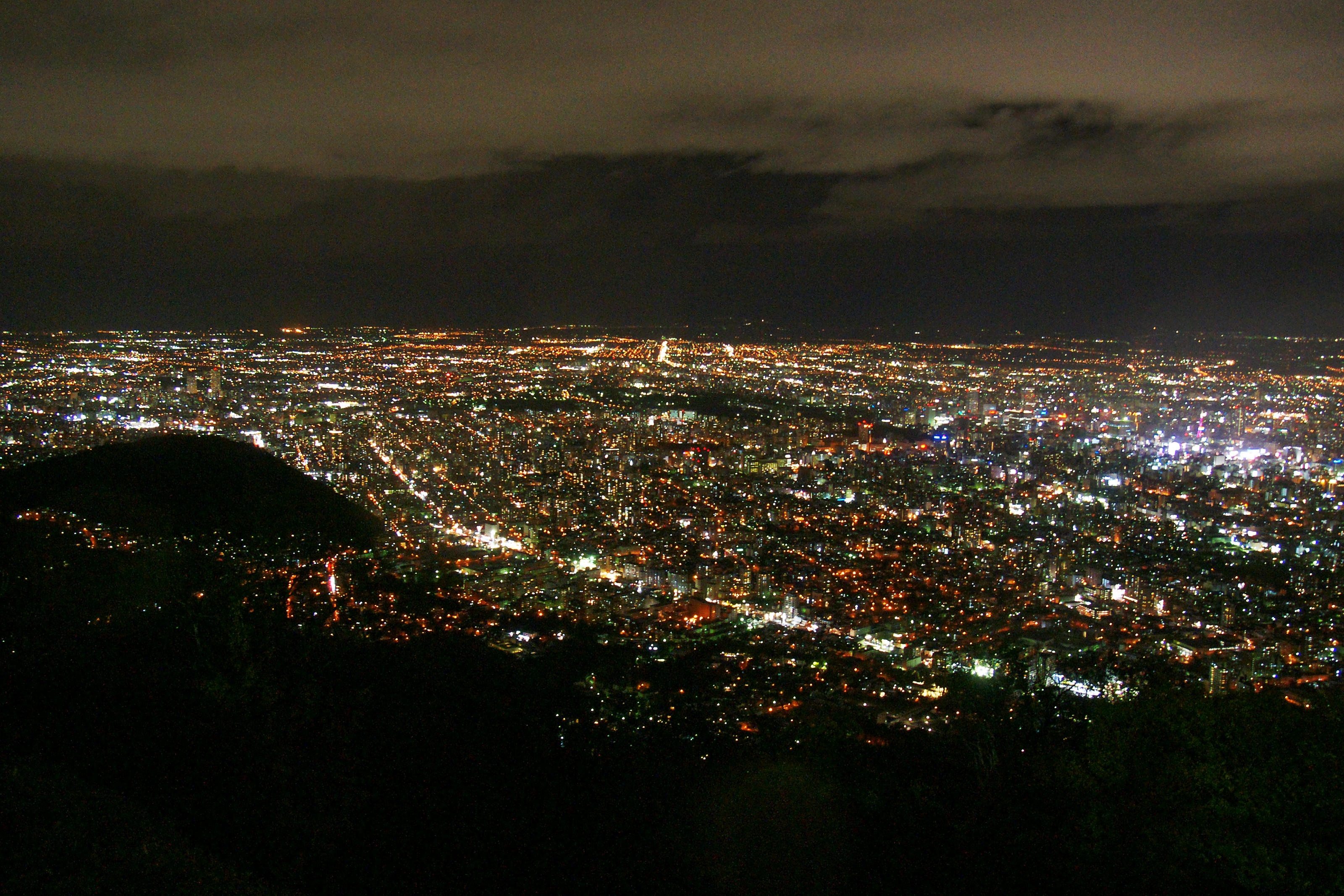
自藻岩山望札幌市區的夜景

札幌市位於石狩平原西南部，市轄區面積1,121.26平方公里。該市按照地形分為西南部山區、東南部台地、中部沖積扇、北部低地四個地區。札幌市西南部地區以山地為主，其中靠近市區的部分標高約300米至500米，代表性山峰有藻岩山。市轄區內最高峰是余市岳，標高1,488米。西南部的山地中還有手稻山等火山性山地，部分地區是支笏洞爺國立公園的一部分。市區東南部的丘陵地區地形起伏則較為平緩，但南部的標高較高。
札幌市轄區中央的沖積扇是由豐平川、發寒川沖積形成的低地，也是札幌市人口最集中的地區。市轄區北部的低地是石狩平原的一部分，由豐平川、發寒川、石狩川沖積形成。札幌市轄區的大部分範圍屬於石狩川水系，市中心的豐平川等河流也是石狩川的支流。此外札幌市還有新川、星置川兩條二級水系。

### 气候
札幌市属于柯本气候分类法下的温带大陆性湿润气候，夏季和冬季的温差很大，在日本的氣候分區中則屬於日本海側氣候。在4月至6月期間，札幌市天氣多晴天，並無日本其他地區的梅雨時期。札幌市夏季受鄂霍茨克海高氣壓的影響，雖然白天氣溫較高但早晚則氣候涼爽。冬季的札幌则较为寒冷且多雪，最深積雪量可達1米，全年降雪量累計可達6米。札幌市年平均氣溫有8.9℃，夏季平均最高氣溫有26.4℃，冬季最低平均氣溫有-7℃，是世界少有的位於豪雪地帶卻有近200萬人口的都市。
| ㋀                                | ㋁      | ㋂      | ㋃      | ㋄      | ㋅       | ㋆       | ㋇        | ㋈        | ㋉       | ㋊      | ㋋       |
| 114 −1 −7                         | 94 0 −7 | 77 4 −3 | 57 12 3 | 53 17 8 | 47 22 13 | 81 25 17 | 124 26 19 | 135 22 14 | 109 16 8 | 104 9 1 | 112 2 −4 |
| 平均最高及最低溫度以攝氏（℃）表記 |         |         |         |         |          |          |           |           |          |         |          |
| 降雨總量單位為（㎜）              |         |         |         |         |          |          |           |           |          |         |          |
| 資料來源：                        |         |         |         |         |          |          |           |           |          |         |          |

| 英制單位換算                      | 英制單位換算 | 英制單位換算 | 英制單位換算 | 英制單位換算 | 英制單位換算 | 英制單位換算 | 英制單位換算 | 英制單位換算 | 英制單位換算 | 英制單位換算 | 英制單位換算 |
| --------------------------------- | ------------ | ------------ | ------------ | ------------ | ------------ | ------------ | ------------ | ------------ | ------------ | ------------ | ------------ |
| ㋀                                | ㋁           | ㋂           | ㋃           | ㋄           | ㋅           | ㋆           | ㋇           | ㋈           | ㋉           | ㋊           | ㋋           |
| 4.5 31 19                         | 3.7 32 20    | 3 39 27      | 2.2 53 38    | 2.1 63 47    | 1.8 71 55    | 3.2 77 63    | 4.9 80 66    | 5.3 72 58    | 4.3 61 46    | 4.1 47 34    | 4.4 36 25    |
| 平均最高及最低溫度以華氏（℉）表記 |              |              |              |              |              |              |              |              |              |              |              |
| 降雨總量單位為英吋（㏌）          |              |              |              |              |              |              |              |              |              |              |              |

| ㋀                                | ㋁      | ㋂      | ㋃      | ㋄      | ㋅       | ㋆       | ㋇        | ㋈        | ㋉       | ㋊      | ㋋       |
| 114 −1 −7                         | 94 0 −7 | 77 4 −3 | 57 12 3 | 53 17 8 | 47 22 13 | 81 25 17 | 124 26 19 | 135 22 14 | 109 16 8 | 104 9 1 | 112 2 −4 |
| 平均最高及最低溫度以攝氏（℃）表記 |         |         |         |         |          |          |           |           |          |         |          |
| 降雨總量單位為（㎜）              |         |         |         |         |          |          |           |           |          |         |          |
| 資料來源：                        |         |         |         |         |          |          |           |           |          |         |          |

| 英制單位換算                      | 英制單位換算 | 英制單位換算 | 英制單位換算 | 英制單位換算 | 英制單位換算 | 英制單位換算 | 英制單位換算 | 英制單位換算 | 英制單位換算 | 英制單位換算 | 英制單位換算 |
| --------------------------------- | ------------ | ------------ | ------------ | ------------ | ------------ | ------------ | ------------ | ------------ | ------------ | ------------ | ------------ |
| ㋀                                | ㋁           | ㋂           | ㋃           | ㋄           | ㋅           | ㋆           | ㋇           | ㋈           | ㋉           | ㋊           | ㋋           |
| 4.5 31 19                         | 3.7 32 20    | 3 39 27      | 2.2 53 38    | 2.1 63 47    | 1.8 71 55    | 3.2 77 63    | 4.9 80 66    | 5.3 72 58    | 4.3 61 46    | 4.1 47 34    | 4.4 36 25    |
| 平均最高及最低溫度以華氏（℉）表記 |              |              |              |              |              |              |              |              |              |              |              |
| 降雨總量單位為英吋（㏌）          |              |              |              |              |              |              |              |              |              |              |              |

| 札幌管区气象台（1991-2020年平均数据，1877年至今极端数据） | 札幌管区气象台（1991-2020年平均数据，1877年至今极端数据） | 札幌管区气象台（1991-2020年平均数据，1877年至今极端数据） | 札幌管区气象台（1991-2020年平均数据，1877年至今极端数据） | 札幌管区气象台（1991-2020年平均数据，1877年至今极端数据） | 札幌管区气象台（1991-2020年平均数据，1877年至今极端数据） | 札幌管区气象台（1991-2020年平均数据，1877年至今极端数据） | 札幌管区气象台（1991-2020年平均数据，1877年至今极端数据） | 札幌管区气象台（1991-2020年平均数据，1877年至今极端数据） | 札幌管区气象台（1991-2020年平均数据，1877年至今极端数据） | 札幌管区气象台（1991-2020年平均数据，1877年至今极端数据） | 札幌管区气象台（1991-2020年平均数据，1877年至今极端数据） | 札幌管区气象台（1991-2020年平均数据，1877年至今极端数据） | 札幌管区气象台（1991-2020年平均数据，1877年至今极端数据） |
| 月份                                                      | 1月                                                       | 2月                                                       | 3月                                                       | 4月                                                       | 5月                                                       | 6月                                                       | 7月                                                       | 8月                                                       | 9月                                                       | 10月                                                      | 11月                                                      | 12月                                                      | 全年                                                      |
| --------------------------------------------------------- | --------------------------------------------------------- | --------------------------------------------------------- | --------------------------------------------------------- | --------------------------------------------------------- | --------------------------------------------------------- | --------------------------------------------------------- | --------------------------------------------------------- | --------------------------------------------------------- | --------------------------------------------------------- | --------------------------------------------------------- | --------------------------------------------------------- | --------------------------------------------------------- | --------------------------------------------------------- |
| 历史最高温 °C（°F）                                       | 11.2 (52.2)                                               | 10.8 (51.4)                                               | 18.3 (64.9)                                               | 28.0 (82.4)                                               | 34.2 (93.6)                                               | 33.7 (92.7)                                               | 36.0 (96.8)                                               | 36.3 (97.3)                                               | 32.7 (90.9)                                               | 27.3 (81.1)                                               | 22.4 (72.3)                                               | 14.8 (58.6)                                               | 36.3 (97.3)                                               |
| 平均高温 °C（°F）                                         | −0.4 (31.3)                                               | 0.4 (32.7)                                                | 4.5 (40.1)                                                | 11.7 (53.1)                                               | 17.9 (64.2)                                               | 21.8 (71.2)                                               | 25.4 (77.7)                                               | 26.4 (79.5)                                               | 22.8 (73.0)                                               | 16.4 (61.5)                                               | 8.7 (47.7)                                                | 2.0 (35.6)                                                | 13.1 (55.6)                                               |
| 日均气温 °C（°F）                                         | −3.2 (26.2)                                               | −2.7 (27.1)                                               | 1.1 (34.0)                                                | 7.3 (45.1)                                                | 13.0 (55.4)                                               | 17.0 (62.6)                                               | 21.1 (70.0)                                               | 22.3 (72.1)                                               | 18.6 (65.5)                                               | 12.1 (53.8)                                               | 5.2 (41.4)                                                | −0.9 (30.4)                                               | 9.2 (48.6)                                                |
| 平均低温 °C（°F）                                         | −6.4 (20.5)                                               | −6.2 (20.8)                                               | −2.4 (27.7)                                               | 3.4 (38.1)                                                | 9.0 (48.2)                                                | 13.4 (56.1)                                               | 17.9 (64.2)                                               | 19.1 (66.4)                                               | 14.8 (58.6)                                               | 8.0 (46.4)                                                | 1.6 (34.9)                                                | −4.0 (24.8)                                               | 5.7 (42.3)                                                |
| 历史最低温 °C（°F）                                       | −27.0 (−16.6)                                             | −28.5 (−19.3)                                             | −22.6 (−8.7)                                              | −14.6 (5.7)                                               | −4.2 (24.4)                                               | 0.0 (32.0)                                                | 5.2 (41.4)                                                | 5.3 (41.5)                                                | −0.9 (30.4)                                               | −4.4 (24.1)                                               | −15.5 (4.1)                                               | −24.7 (−12.5)                                             | −28.5 (−19.3)                                             |
| 平均降水量 mm（）                                         | 108.4 (4.27)                                              | 91.9 (3.62)                                               | 77.6 (3.06)                                               | 54.6 (2.15)                                               | 55.5 (2.19)                                               | 60.4 (2.38)                                               | 90.7 (3.57)                                               | 126.8 (4.99)                                              | 142.2 (5.60)                                              | 109.9 (4.33)                                              | 113.8 (4.48)                                              | 114.5 (4.51)                                              | 1,146.1 (45.12)                                           |
| 平均降雪量 cm（）                                         | 137 (54)                                                  | 116 (46)                                                  | 74 (29)                                                   | 6 (2.4)                                                   | 0 (0)                                                     | 0 (0)                                                     | 0 (0)                                                     | 0 (0)                                                     | 0 (0)                                                     | 1 (0.4)                                                   | 30 (12)                                                   | 113 (44)                                                  | 479 (189)                                                 |
| 平均降水天数（≥ 0.5 mm）                                  | 22.1                                                      | 19.2                                                      | 18.3                                                      | 12.3                                                      | 10.2                                                      | 9.3                                                       | 9.4                                                       | 10.5                                                      | 11.7                                                      | 14.0                                                      | 18.3                                                      | 19.9                                                      | 175.1                                                     |
| 平均相對濕度（％）                                        | 69                                                        | 68                                                        | 65                                                        | 61                                                        | 65                                                        | 72                                                        | 75                                                        | 75                                                        | 71                                                        | 67                                                        | 67                                                        | 68                                                        | 69                                                        |
| 月均日照時數                                              | 90.4                                                      | 103.5                                                     | 144.7                                                     | 175.8                                                     | 200.4                                                     | 180.0                                                     | 168.0                                                     | 168.1                                                     | 159.3                                                     | 145.9                                                     | 99.1                                                      | 82.7                                                      | 1,718                                                     |
| 平均紫外线指数                                            | 1                                                         | 2                                                         | 3                                                         | 5                                                         | 6                                                         | 7                                                         | 8                                                         | 8                                                         | 6                                                         | 3                                                         | 2                                                         | 1                                                         | 4                                                         |
| 来源：JMA                                                 |                                                           |                                                           |                                                           |                                                           |                                                           |                                                           |                                                           |                                                           |                                                           |                                                           |                                                           |                                                           |                                                           |

## 行政區劃
札幌市在1972年升格為政令指定都市之後設為中央區、北區、東區、白石區、豐平區、南區、西區七區，在1989年新設厚別、手稻兩區，1997年新設清田區，至此確立10區體制。札幌市10區概況如下：
|        | 區名 | 日文名 | 讀音    | 面積 （平方公里） | 人口 |
| 中央區 |      |        | 46.42   | 240,839           |      |
| 北區   |      |        | 63.57   | 287,362           |      |
| 東區   |      |        | 56.97   | 264,009           |      |
| 白石區 |      |        | 34.47   | 210,761           |      |
| 豐平區 |      |        | 46.23   | 220,481           |      |
| 南區   |      |        | 657.48  | 140,145           |      |
| 西區   |      |        | 75.10   | 214,724           |      |
| 厚別區 |      |        | 24.38   | 126,487           |      |
| 手稻區 |      |        | 56.77   | 141,501           |      |
| 清田區 |      |        | 59.87   | 115,755           |      |
| 札幌市 |      |        | 1121.26 | 1,962,064         |      |

## 人口
1920年日本首次人口普查時，札幌市有人口102,580人，是當時北海道僅次於函館、小樽的第三大城市:235。然而此後札幌人口快速增加，1940年時已達206,103人，成為北海道人口最多城市:235。二戰結束時，札幌市有人口220,139人:235。此後由於市轄區範圍的擴大和北海道各地人口的流入，札幌市人口急速增長。1970年時，札幌市人口突破百萬大關，成為日本第八個百萬人口都市:235。然而自1970年代後期開始，由於城市的郊外化，札幌的人口增長速度有所減緩，但仍在1980年代前期突破150萬大關並成為日本人口第五多城市。1990年代之後，隨著人口高齡化、少子化的進展，札幌市人口增長速度進一步減緩。2017年6月1日時，札幌市有人口1,962,064人。北海道人口中札幌市的比例則從1920年的4.3%大幅增加到2005年的33.4%，且這一比例仍在提高:235。由於高齡化、少子化問題，札幌市人口的自然增長率自2009年開始已轉為負數，現在札幌市的人口增長依賴外地人口的流入。札幌市在1990年代之前每年有超過1萬人流入，1990年代之後雖大幅減少，但在2008年之後有所上升。2014年，札幌市的總和生育率只有1.16，和東京都（1.15）相近，大幅低於北海道（1.27）和日本（1.42）平均值。

## 政治
在日本眾議院選舉中，札幌市中央區、南區、西區的大部分、北區的一部分屬於北海道第1區；北區的大部分與東區屬於北海道第2區；白石區、豐平區、清田區屬於北海道第3區；西區的一部分、手稻區和後志綜合振興局屬於北海道第4區；厚別區和石狩振興局其他地區屬於北海道第5區。北海道1、2、3區在過去是民主黨較強的選區，然而由於民主黨的支持率長期低迷，在2014年眾議院選舉中，民主黨候選人在北海道1區當選，而自民黨候選人在北海道2、3區當選。2017年眾議院選舉時，民主黨的後繼政黨之一立憲民主黨候選人在北海道1、3區當選，2、4、5選區則是自民黨候選人當選。2021年眾議院選舉時，立憲民主黨候選人在北海道1、2區當選，且在3、4區的候選人亦通過比例代表復活當選；自民黨候選人則在3、4、5區當選。
札幌市現任市長是秋元克廣，他在就任市長之前曾是札幌市的副市長，在2015年首次當選札幌市長，並在2019年和2023年成功連任。札幌市議會共有68名議員，其中最大黨派是有26名議員的自民黨，其次是有18名議員的立憲民主黨。北海道議會中札幌市則共有28名議員。札幌市的財政力指數有0.72，雖高於北海道平均值（0.25）和日本平均值（0.5），但低於政令指定都市平均值（0.86）。

## 經濟

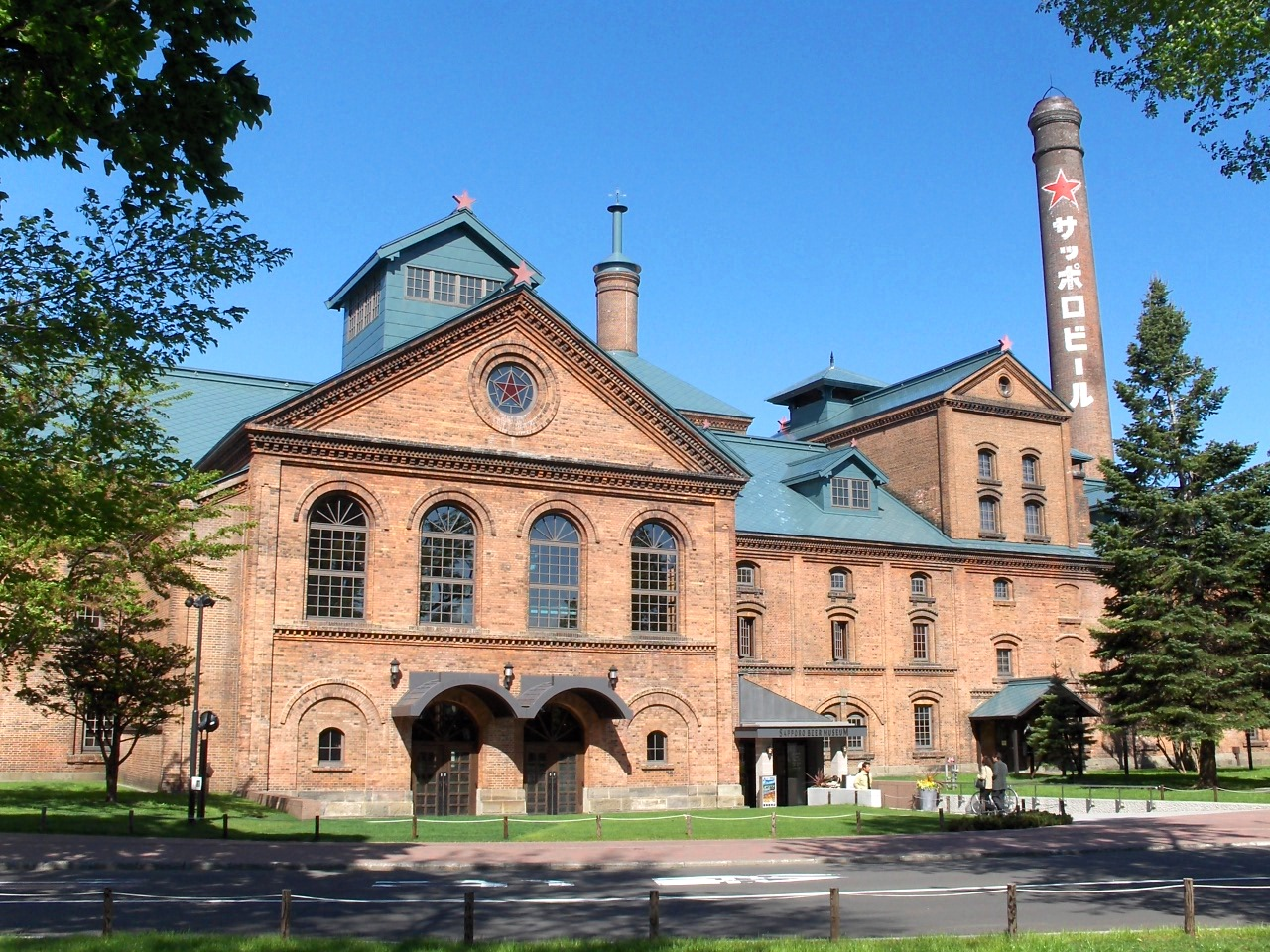
札幌啤酒博物館

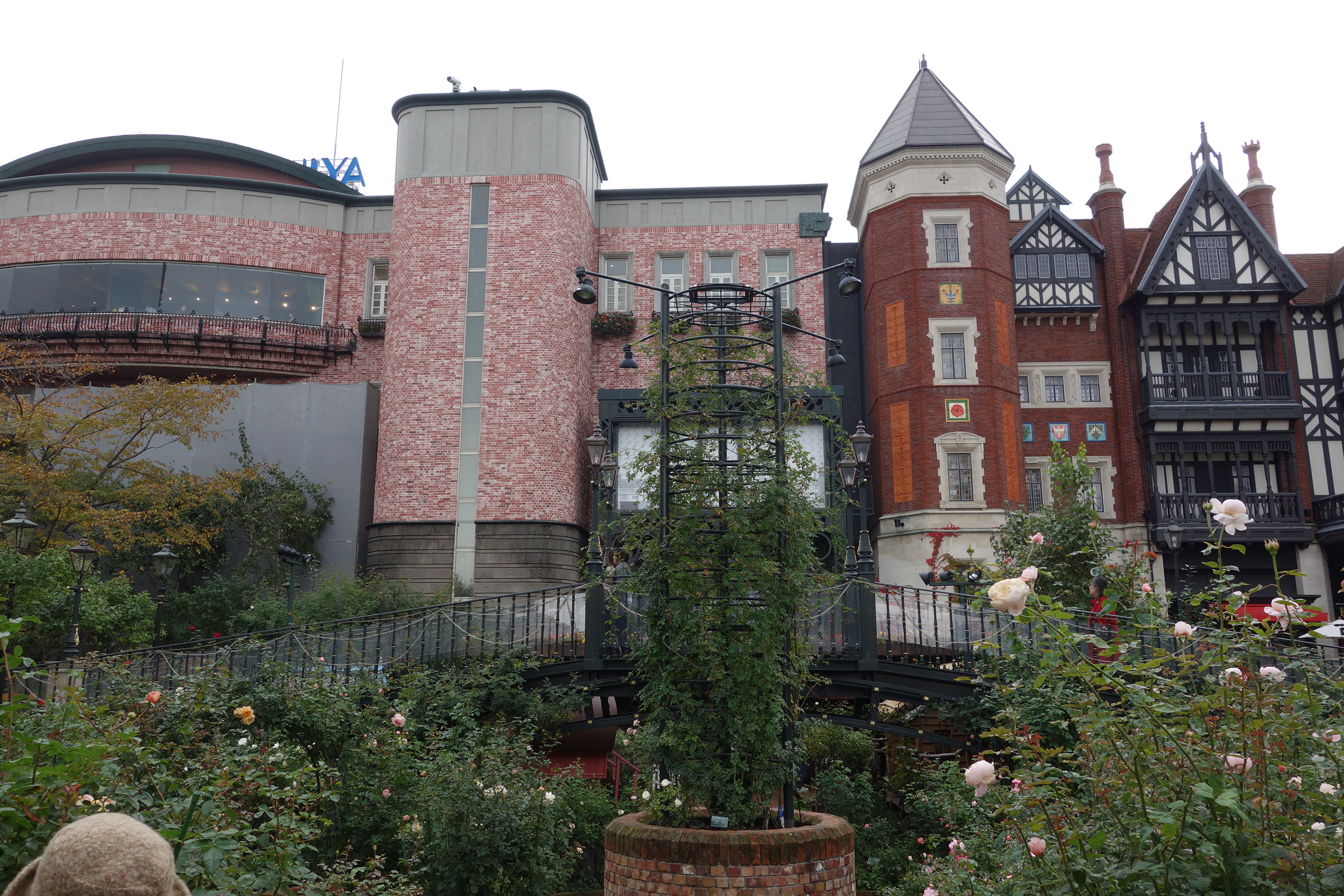
白色戀人博物館

2014年度，札幌市市內生產總值有65,478億日元，人均市民所得有261.2萬日元。札幌市經濟的特點之一是第二產業比重很低，只佔經濟總量的10.7%。而第三產業則有極重要的地位，佔經濟總量的88%。

### 第一產業
札幌市耕地面積2,750公頃，農業就業人口有932人。農業生產金額有34.5億日元，其中蔬菜佔約七成的比例，呈現典型的都市近郊型農業的特徵。札幌市生產的主要蔬菜種類有洋蔥、菠菜、馬鈴薯等，札幌黄是札幌生產的著名洋蔥品種。近年由於農業人口高齡化，札幌市耕地中有三成是耕作放棄地。札幌市已通過市民農園等方式試圖解決這一問題。

### 第二產業
在1984年至1999年期間，札幌市曾是北海道工業品生產額最多的城市，但現在只排名第三位，次於苫小牧市、室蘭市。札幌市的製造業企業比例和從業人口比例只有日本平均值的約三分之一，工業品生產額在政令指定都市中也是較低水準，且製造業人口比例只有政令指定都市平均值的一半。2014年度，札幌市工業品生產額有5295.79億日元，其中食品業佔約四成比例，印刷業和金屬製品業各佔約一成比例，三者合計佔約六成比例。就地理分佈來看，以西區比例最大，佔全市的32.2%，其次是白石區、東區。札幌市的工業園區亦大多位於市轄區西北部。由於農業和礦業在北海道開拓史中有重要地位，使得食品製造業和金屬製品業在札幌市製造業中有較高地位。

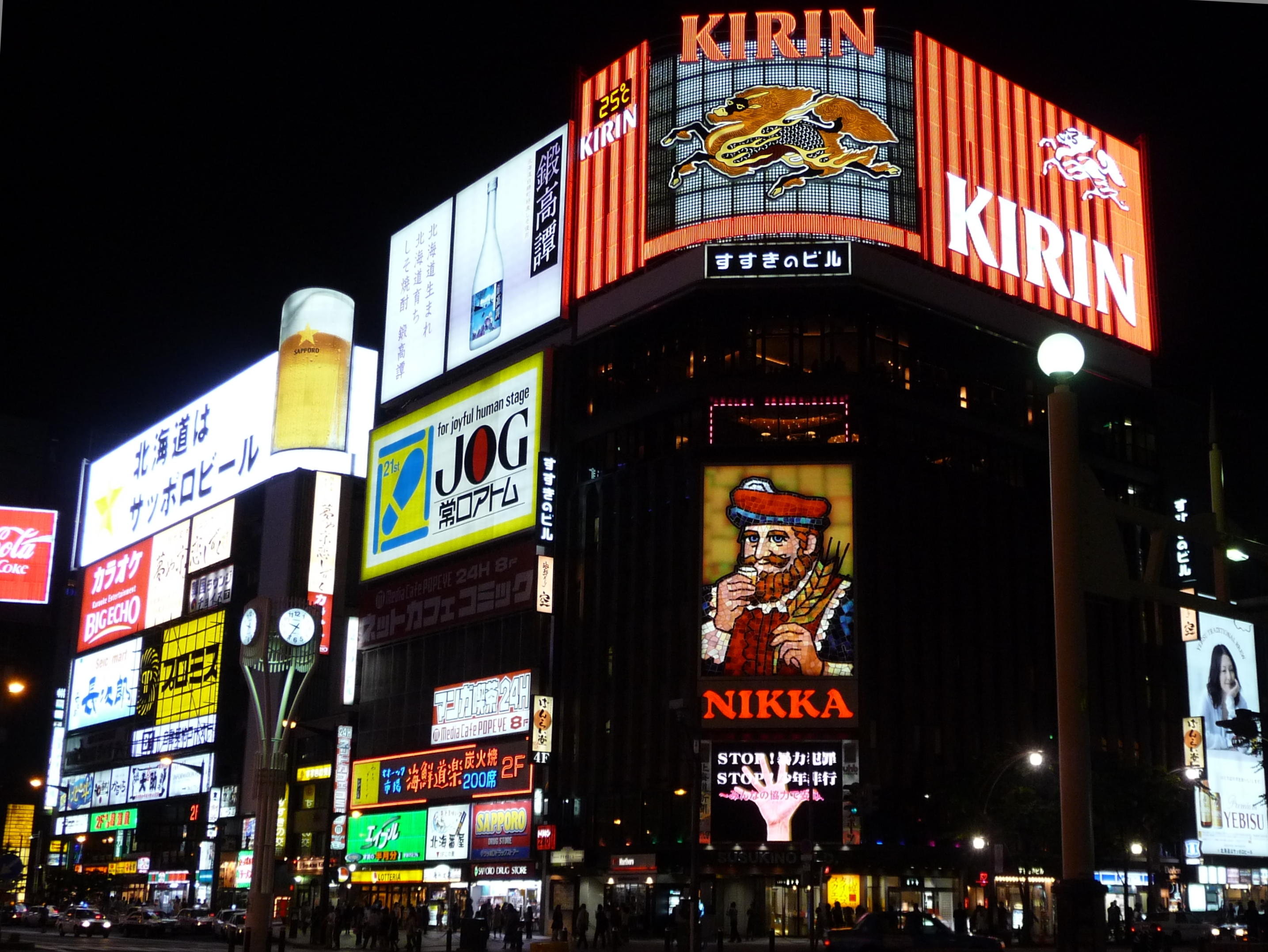
薄野是札幌最繁華的地區之一

### 第三產業
總部位於札幌市的銀行有北洋銀行和北海道銀行。1997年破產的北海道拓殖銀行是日本戰後唯一破產的都市銀行，給包括札幌市在內的北海道經濟造成重大打擊。2014年度，札幌市商品銷售額達86,841億日元，在日本主要都市中排名第五位，僅次於東京23區、大阪市、名古屋市、福岡市。零售業銷售額達20,247億日元，同樣排名日本第五位。觀光業在札幌市經濟中亦有重要地位。2015年度，札幌市觀光客人數達1365.3萬人。近年札幌市積極促進IT產業發展，其產值已超過製造業的產值，成為札幌市經濟中重要部分。札幌市主要IT產業聚集地有札幌科技園區等地。

## 文化

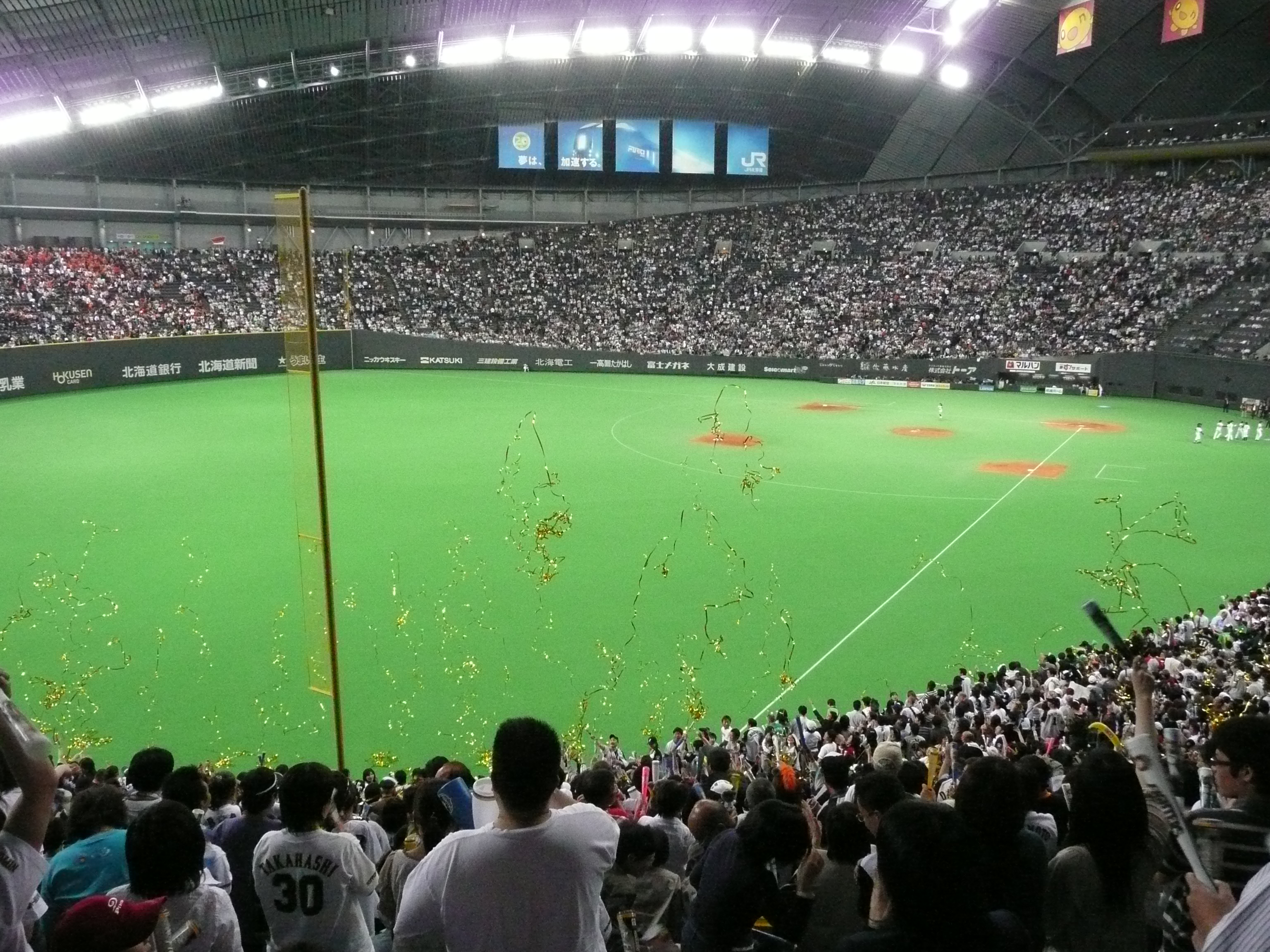
札幌巨蛋既可作為棒球場使用，亦可作為足球場使用

札幌市的方言屬於北海道方言。因札幌絕大部分人口都是移民且歷史較短，使得當地方言和日語標準語較為接近:15-21。北海道豐富的食材造就了札幌獨特的飲食文化。札幌拉麵是味噌口味日本拉麵的代表，也是日本三大拉麵之一，市內有超過1,000家拉麵店。札幌站內的札幌拉麵共和國可品嚐到北海道各地的拉麵。成吉思汗羊肉是盛行於北海道的羊肉菜餚，在札幌市內亦有眾多成吉思汗羊肉的名店。札幌市還是日本啤酒產業的發祥地之一，開拓使自1877年即開始釀造啤酒。
北海道新聞的每日發行量達275萬份，是北海道發行量最多的報紙，總部位於札幌市。NHK札幌放送局是NHK在北海道最重要的分支機構。札幌市的民營電視台有北海道放送、札幌電視台、北海道電視台、TV北海道、北海道文化放送，其中北海道放送和札幌電視台也有製作廣播節目。

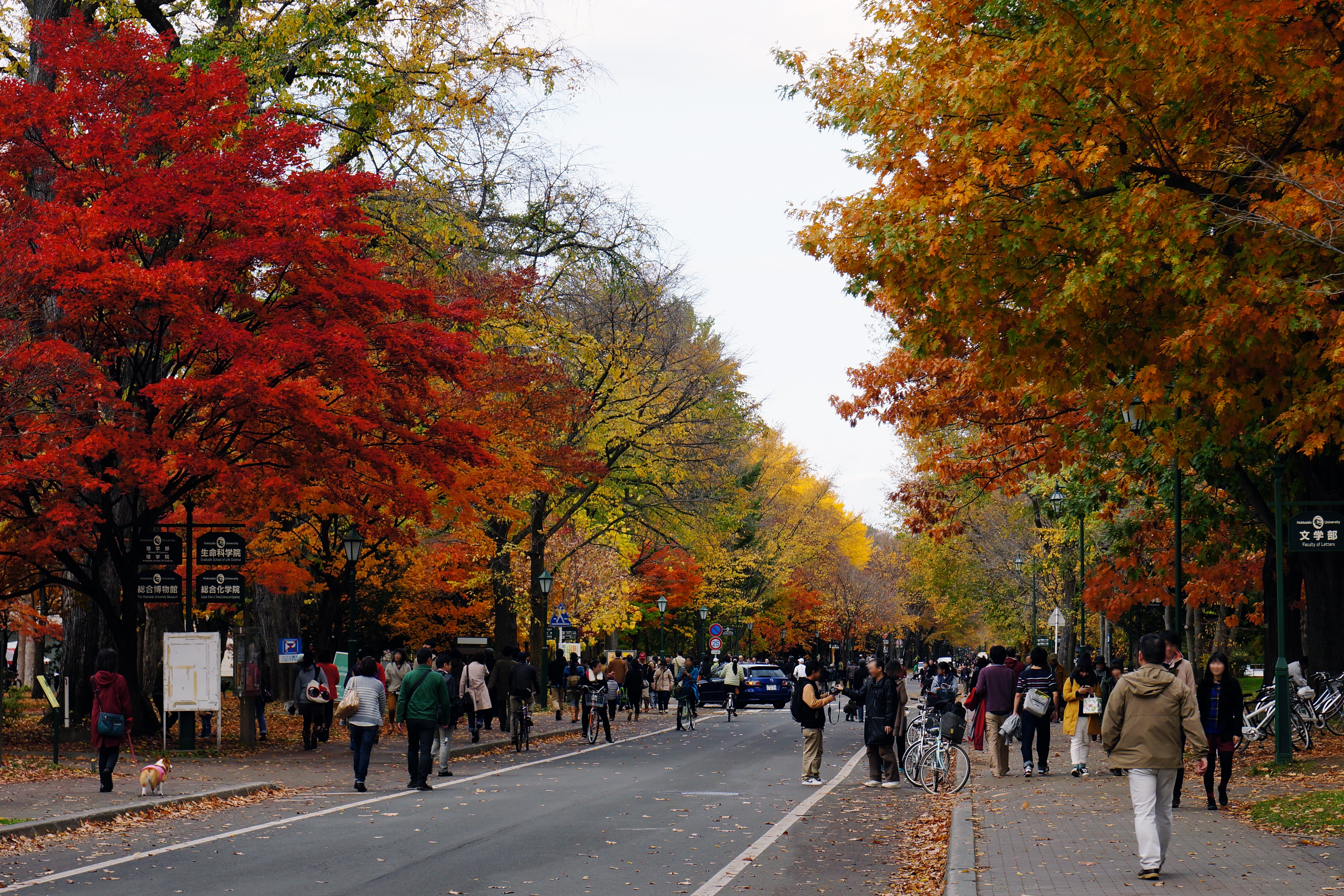
北海道大學

北海道日本火腿鬥士是日本職棒球隊之一，主場原本位於東京，在2004年搬遷至北海道。搬遷至北海道之後，日本火腿鬥士迄今在2006年和2016年兩次獲得日本全國冠軍，並是達比修有、大谷翔平等著名選手效力的球隊。北海道札幌岡薩多是札幌唯一的職業足球俱樂部，現在參加日職聯賽。B聯賽球隊Levanga北海道的主場也位於札幌。札幌巨蛋竣工於2001年，可作為棒球和足球的兩用球場，是北海道日本火腿鬥士和北海道札幌岡薩多的主場球場，也是日本唯一的完全室內天然草皮足球場，並且是2002年世界杯足球賽的舉辦場地之一。札幌是1972年冬季奧林匹克運動會的主辦城市，并曾申请主办2026年冬季奧林匹克運動會。
北海道大學創建於1918年，前身是札幌農學校，是日本本土的七所舊帝國大學之一。現在北海道大學設有文學院、法學院、經濟學院、醫學院、工學院、獸醫學院、水產學院、理學院、藥學院、農學院、教育學院十一個學院，除了水產學院之外的學院均位於札幌市。北海道教育大學在札幌市也設有校區。札幌市有札幌醫科大學和札幌市立大學兩所公立大學。札幌市有十四所私立大學，其中規模較大的有北海學園大學、北星學園大學、札幌大學等。

## 交通

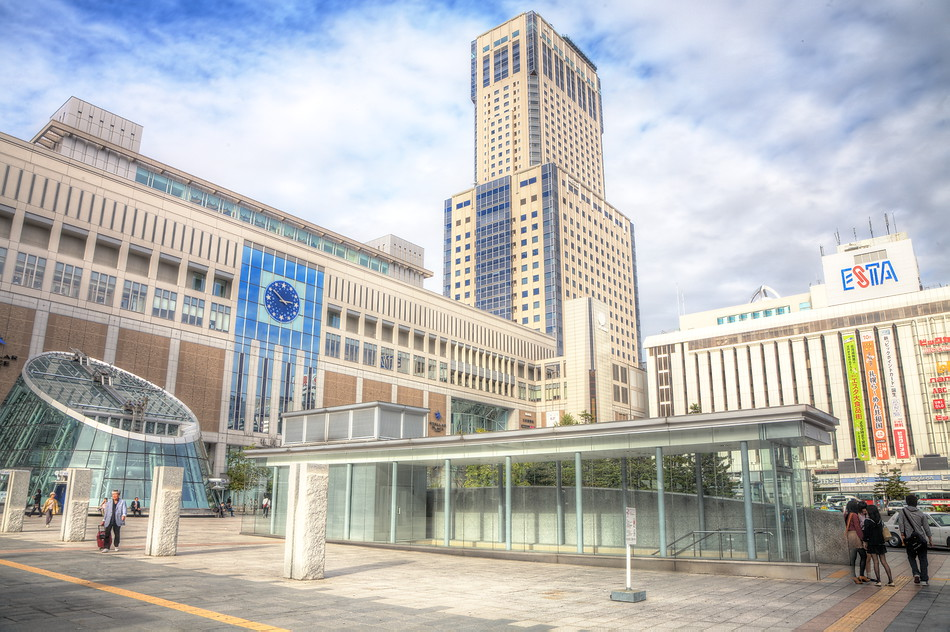
札幌車站

札幌是北海道的政經中心，交通亦較為便利。札幌市內的普通鐵路由北海道旅客鐵道（JR北海道）運營，市內有函館本線、札沼線（學園都市線）、千歲線三條JR路線。札幌站是札幌的鐵路中心，2015年日均客流量達9.5萬人次。札幌市交通局是札幌市營地下鐵和札幌市電的經營者。札幌市營地下鐵包括南北線、東西線、東豐線三條路線，全長48公里。札幌市電是札幌市的路面電車系統，曾在札幌市公共交通中有重要地位，但隨著汽車的普及而廢除了不少路線，現僅有一條路線。2015年度，札幌市營地下鐵客流量達2.2億人次，札幌市電客流量有835萬人次。
札幌市內有道央自動車道和札樽自動車道兩條高速公路。高速巴士是連接札幌市和北海道內及本州北部主要都市之間重要的交通方式，市內主要巴士樞紐有札幌車站客運總站、北海道中央巴士札幌客運總站等地。JR北海道巴士、北海道中央巴士是札幌市主要的巴士業者。
札幌市內有丘珠機場一座機場。丘珠機場設立於1942年，是一座軍民共用機場。丘珠機場現在只有前往利尻機場、釧路機場、函館機場、三澤機場、靜岡機場的定期航線，2016年度的乘客數有約21.4萬人次。位於千歲市、苫小牧市交界處的新千歲機場則是札幌市現在實質上的主要機場。新千歲機場開通有前往日本各主要機場和部分東亞主要機場的航線，是日本最繁忙的機場之一。

## 觀光

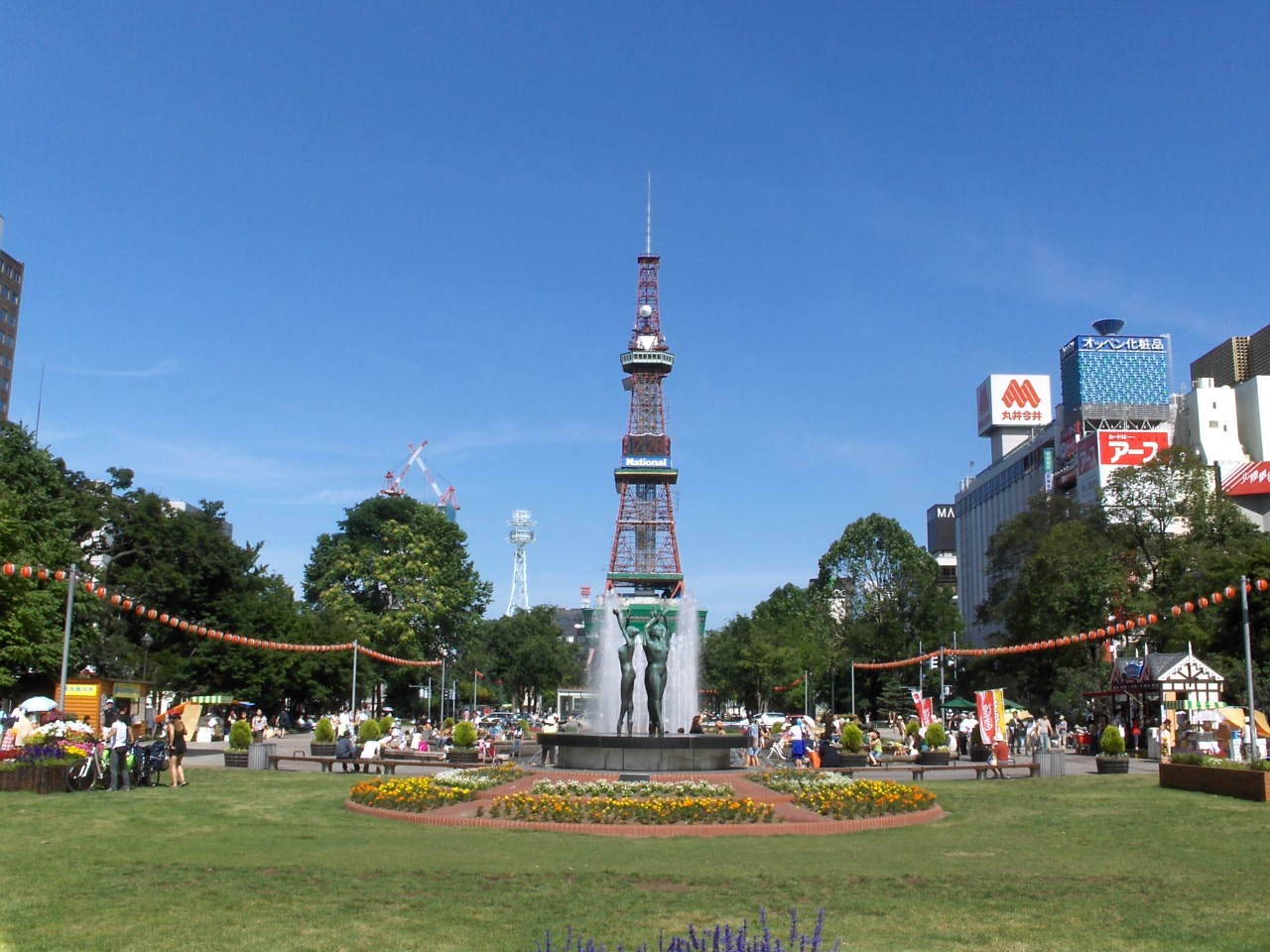
大通公園和札幌電視塔

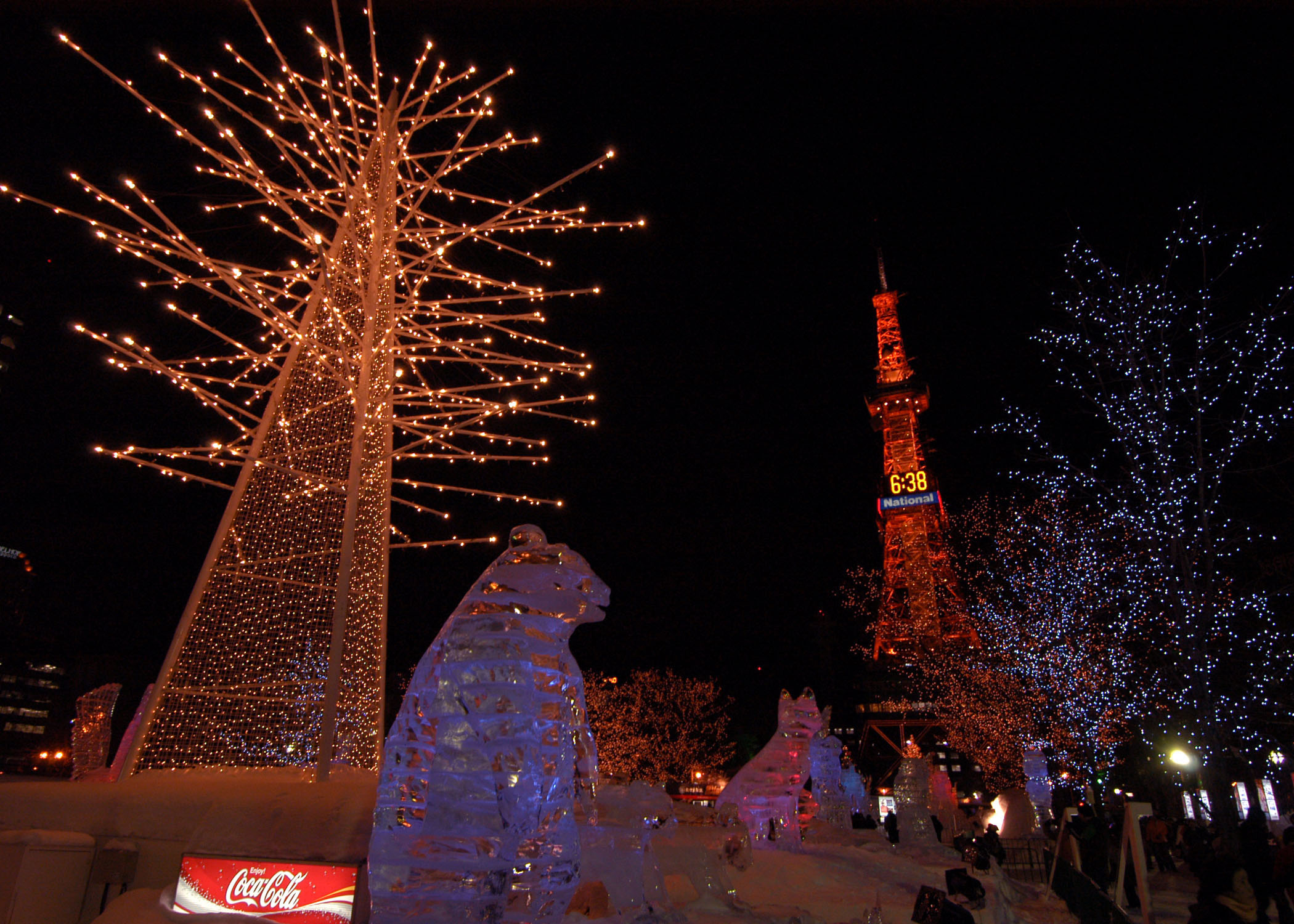
札幌雪祭

札幌市觀光資源十分豐富。大通公園是日本最具代表性的都市公園之一，東西長約1.5公里，面積達7.8公頃。竣工於1957年的札幌電視塔亦位於大通公園內，在其高90.38米的瞭望台可一覽札幌全市風景。札幌市中心的主要公園還有中島公園、圓山公園等地。位於札幌市近郊的藻岩山不僅是滑雪勝地，自山頂看到的夜景和長崎、神戶的夜景並列為新日本三大夜景。
札幌市保留有眾多北海道開拓時代的西洋式建築，代表建築有札幌市鐘樓、北海道廳舊本廳舍、豐平館等地。位於厚別區的北海道開拓村保存有眾多開拓時期的珍貴建築，是一座露天博物館。白色戀人公園展示有札幌著名甜點白色戀人的生產過程。
札幌雪祭於每年2月在大通公園舉行，於1950年開始舉辦，是北海道冬季規模最大的觀光活動之一。自1992年開始舉行的YOSAKOI索朗祭則是札幌市夏季最大的觀光活動。定山溪溫泉位於札幌市郊區，是札幌市最大的溫泉度假地，已有超過150年的歷史，是北海道歷史較悠久的溫泉度假地之一。

## 姊妹城市
札幌市和以下城市是姊妹城市：
| 國家           | 城市                       | 締結日期 |
| -------------- | -------------------------- | -------- |
| 美国           | 波特蘭（俄勒岡州）         | 1959年   |
| 德国           | 慕尼黑（巴伐利亞州）       | 1972年   |
| 中华人民共和国 | 瀋陽市（遼寧省）           | 1980年   |
| 俄羅斯         | 新西伯利亞（新西伯利亞州） | 1990年   |
|                | 大田廣域市                 | 2010年   |

## 外部連結
- （日語）札幌市官方網頁 （页面存档备份，存于）
- （简体中文）札幌市官方網頁 （页面存档备份，存于）
- （繁體中文）札幌市官方網頁 （页面存档备份，存于）
- （日語）札幌市旅游官网 （页面存档备份，存于）
- （繁體中文）札幌市旅游官网 （页面存档备份，存于）
- （简体中文）札幌市旅游官网 （页面存档备份，存于）